# Mikhaïl Pletnev
Pour les articles homonymes, voir Pletniov.
 (juin 2025).
Mikhaïl Vassilievitch Pletnev ou Pletniov (en russe : Михаил Васильевич Плетнёв) est un pianiste, chef d'orchestre et compositeur russe, né le 14 avril 1957  à Arkhangelsk, en Union soviétique.

## Biographie
Né dans une famille de musiciens, Mikhaïl Pletnev étudie au Conservatoire Tchaïkovski de Moscou. En 1978, il remporte le premier prix du Concours Tchaïkovski. Dès lors, sa réputation est mondiale.

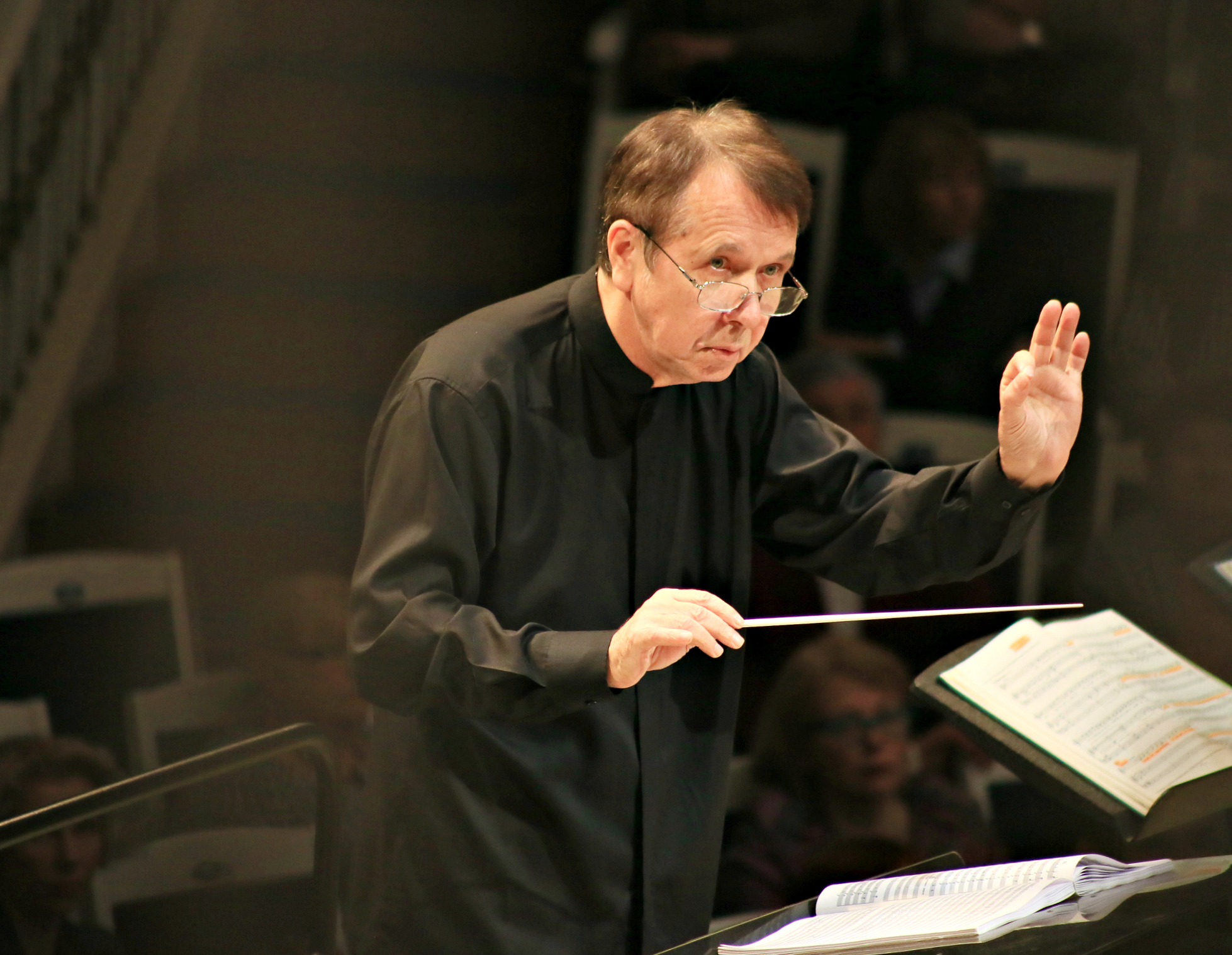
Pletnev en 2017

Depuis 1980, Mikhaïl Pletnev se concentre sur la direction d'orchestre. Grâce à la perestroïka, il a eu la possibilité de réaliser un de ses rêves : fonder un orchestre indépendant composé des meilleurs musiciens russes. En novembre 1990, l'Orchestre national de Russie voyait ainsi le jour. Depuis 2003, Mikhaïl Pletnev en est le directeur artistique.
Mikhaïl Pletnev apparaît sur de nombreux disques enregistrés principalement chez Deutsche Grammophon. Comme pianiste, il a gravé ces dernières années des œuvres de Scarlatti, Rachmaninov, Liszt, Grieg, Carl Philipp Emanuel Bach, Prokofiev et Schumann. En avril 2005 est paru un CD avec les 18 morceaux pour piano de Tchaïkovski et le Nocturne en do dièse mineur de Chopin, un autre de musique de chambre de Sergueï Taneïev. 
En tant que chef d'orchestre, il a dirigé l'Orchestre national de Russie et le Chœur de la Chapelle d'État de Saint-Pétersbourg pour un enregistrement de la deuxième cantate de Taneiev.
Mikhaïl Pletnev compose également : il a ainsi écrit, entre autres, une Symphonie classique, un Concerto pour piano et orchestre et enfin un Concerto pour alto et orchestre (créé par Iouri Bachmet et l'Orchestre national de Russie).
Il a aussi réalisé des transcriptions pour piano magistrales, parmi lesquelles on compte : en 1978, une Suite de 7 pièces extraites du ballet Casse-Noisette de Piotr Ilitch Tchaïkovski : Marche, Danse de la fée Dragée, Tarantella, Intermezzo, Trepak, Danse chinoise et Andante maestoso ; en 1978 également, Prologue et course à cheval extrait du ballet Anna Karénine composé par Rodion Chtchedrine ; la Suite du ballet de La Belle au bois dormant de Piotr Ilitch Tchaïkovski ; la Suite pour deux pianos du ballet Cendrillon de Sergueï Prokofiev dédiée à la pianiste virtuose Martha Argerich, avec qui il l'interpréta pour la première fois en août 2003 au Théâtre de Vevey (Suisse).
En juillet 2010, Pletnev, résident en Thaïlande, a été  arrêté par la police thaïlandaise en rapport avec des allégations d'abus sexuels sur des enfants. Pletnev a dénié les accusations.  Il a renoncé à jouer aux BBC Proms et au Edinburgh International Festival pour préparer sa défense, mais les accusations ont été abandonnées le 28 septembre, et il a repris sa carrière deux mois après.